# Gracilodes finissima
Gracilodes finissima är en fjärilsart som beskrevs av Emilio Berio 1956. Gracilodes finissima ingår i släktet Gracilodes och familjen nattflyn. Inga underarter finns listade i Catalogue of Life.